# Лестница Джокера

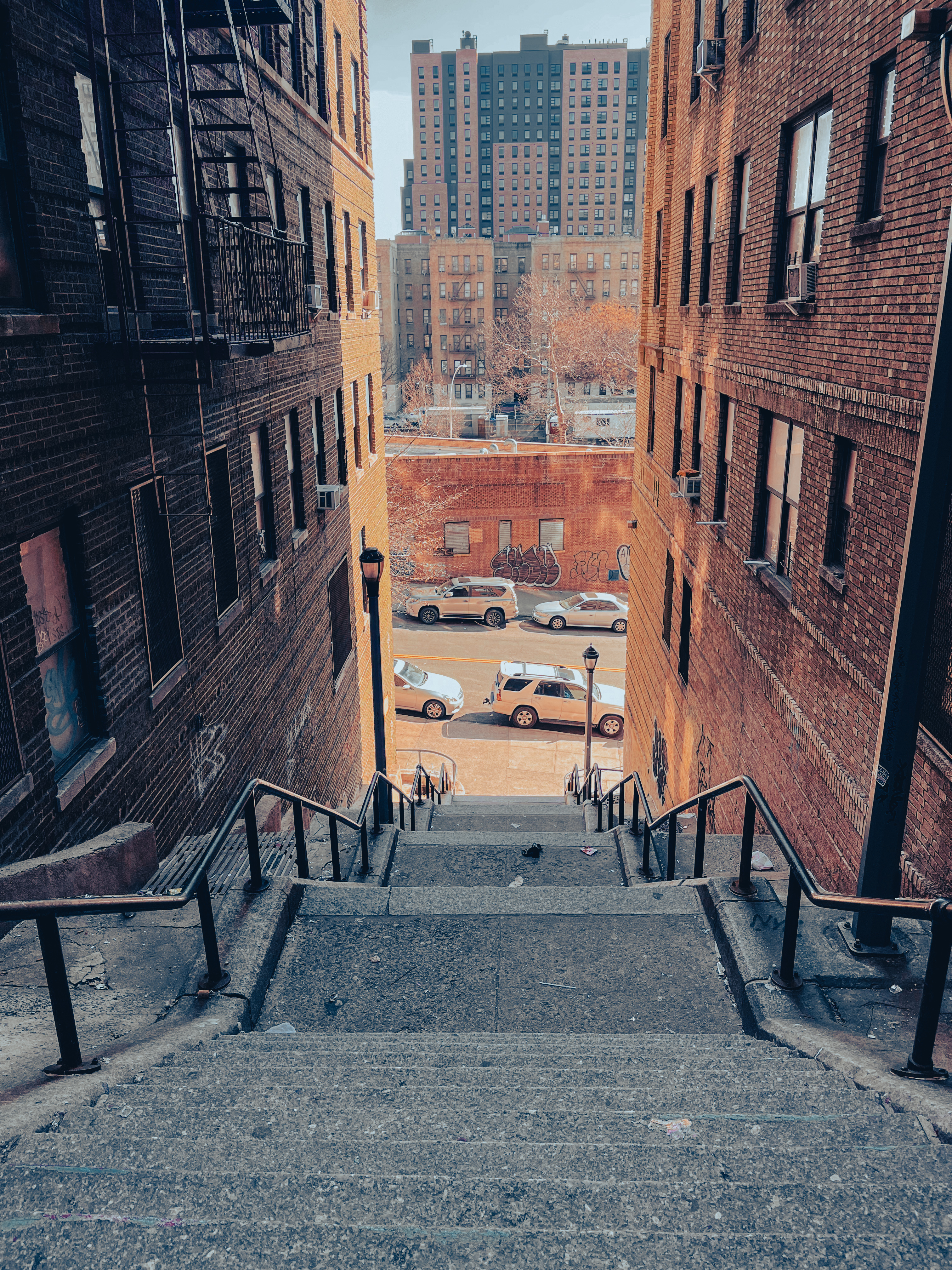
«Лестница Джокера» в Хайбридже

«Лестница Джокера» (англ. Joker Stairs) — ступенчатая улица, соединяющая Шекспир-авеню и Андерсон-авеню в Хайбридже (Бронкс, Нью-Йорк). Расположена в двух кварталах от станции метро «167-я улица» (линия Джером-авеню, Ай-ар-ти). Данная локация была задействована на съёмках фильма «Джокер» и получила известность после выхода картины в прокат, став туристической достопримечательностью. На лестнице также проходили съёмки сиквела «Джокера» — картины «Джокер: Безумие на двоих».

## Значение лестницы в фильме
В «Джокере» лестница служит препятствием, которое главный герой фильма — житель Готэма Артур Флек в исполнении Хоакина Феникса вынужден ежедневно преодолевать по пути домой. «В начале фильма герой постоянно тяжело поднимается наверх, как будто неся на своих плечах тяжесть этого бытия», — отмечают исследователи В. В. Бейзер и О. А. Мизко (Хабаровский государственный институт культуры). Кинокритик Антон Долин сравнивает подъём Флека по лестнице с восхождением на эшафот. 
«Но не ринуться ли в обратном направлении — вниз по лестнице?», — задаёт риторический вопрос Долин. Ближе к кульминации картины направляющийся на шоу Мюррея Франклина Артур Флек в клоунском гриме и ярком костюме, танцуя, спускается по лестнице под композицию Гари Глиттера «Rock and Roll Part 2», что ознаменовывает его окончательное превращение в Джокера. «Наконец, преобразившись окончательно — зеленоволосый, лицо в гриме, щегольской карнавальный красный костюм, — пританцовывает под слышную ему одному музыку. Гэри Глиттер играет для него свой заводной рок-н-ролл, Фрэнк Синатра выводит рулады «Send in the clowns», задушевно несется в воздухе вечная «Smile» (из чаплинских «Новых времен», вестимо). Джокер спускается ниже и ниже, он танцует. Он сделает первые па после того, как совершит первое убийство, и больше не сможет остановиться: ни танцевать, ни убивать», — отмечает Долин.

## Съёмки сцен на лестнице
Сцена с танцем Джокера на лестнице была заранее отрепетирована, Хоакин Феникс в процессе подготовки к съёмкам также занимался с хореографом. По словам актёра, танец был частично вдохновлён номером «The Old Soft Shoe» в исполнении американского актёра и танцора Рэя Болджера.
Согласно признанию самого Феникса, его любимой частью танца на лестнице является смена частоты кадров. Фрагменты, снятые с частотой 24 кадра, демонстрируют, что Джокер двигается неуклюже, не попадая в такт, при этом в замедленной съёмке главный герой танцует, по словам журналистки Натальи Грединой, уверенно и изящно. «Так, видимо, он воспринимает себя сам, хотя в реальности в этот момент он выглядит скорее смешно», — подчёркивает она. Композиция «Rock and Roll Part 2» играла в наушнике у Феникса во время съёмок сцены с танцем. 
Феникс отмечал, что не был способен репетировать сцены на лестнице непосредственно на ней. Дабы погрузиться в атмосферу монотонности подъёма своего персонажа вверх по лестнице, актёр оставлял в своём блокноте записи «ступенька за ступенькой», количество таких записей соответствовало числу ступенек на реальной лестнице, выступившей в качестве места съёмок. «Через три страницы «лестница» заканчивалась и актер был близок к тому, чтобы почувствовать усталость Флека», — отмечает Гредина.

## Популярность
После выхода фильма «Джокер» в прокат лестница приобрела популярность и стала туристической достопримечательностью; издание India Today отмечало, что подобные лестницы, существующие много лет и ведущие к некоторым известным местам Нью-Йорка, ранее никогда не были по-настоящему популярны из-за ситуации с преступностью в Бронксе. Фанаты картины приезжали в Бронкс, чтобы сфотографироваться на «лестнице Джокера», и публиковали фотографии в социальных сетях под хештегом #jokerstairs. «В будний день под постоянно моросящим дождем, делающим 132 ступеньки скользкими и даже опасными, гости непрерывно позируют и фотографируются», — отмечало издание The New York Times.
Популярность лестницы привела к тому, что туристы переполнили её до предела, а от местных жителей стали поступать жалобы на массовые скопления людей в данном месте. Член Палаты представителей США Александрия Окасио-Кортес, представляющая в парламенте 14-й избирательный округ Нью-Йорка, охватывающий и Бронкс, призвала туристов держаться подальше от лестницы, дабы не создавать проблемы местным жителям.